# Găgești, Vrancea
Găgești este un sat în comuna Bolotești din județul Vrancea, Moldova, România.

## Geografie
Satul Găgești se află în Subcarpații de Curbură, pe malul drept al Putnei.

## Transport
- DN2D
- DJ205B

## Obiective turistice
- Mănăstirea Tarnița, mănăstire ortodoxă din secolul al XIX lea.

## Personalități
- Ion Cristoiu (n. 1948), ziarist român